# Saison 2009-2010 du Stade brestois 29
Maillots
Chronologie
Saison précédente Saison suivante
La saison 2009-2010 du Stade brestois 29, club de football français, voit le club évoluer en Ligue 2 pour la 17ème fois de histoire. 
Le Stade Brestois a fini 14e du classement de la Ligue 2 2008-2009.
Le club évolue donc sa sixième saison consécutive en Ligue 2, depuis sa remontée à l'issue de la saison 2003-2004.
Le Stade brestois 29 est engagé au cours de la saison 2009-2010 dans 3 compétitions : la Ligue 2, la Coupe de la Ligue et la Coupe de France.
Terminant à la deuxième place en championnat, le club accède à la Ligue 1 à l'issue de la saison.

## Transferts

### Départs
| Joueur               | Nationalité      | Poste               | Club               | Pays   | Division | ___                |
| Guillaume Borne      | France           | Défenseur           | Stade rennais      | France | Ligue 1  | Retour de prêt     |
| Alain Traoré         | Burkina Faso     | Milieu              | AJ Auxerre         | France | Ligue 1  | Retour de prêt     |
| Olivier Guégan       | France           | Milieu              | Stade de Reims     | France | National | Fin de contrat     |
| Julien Lachuer       | France           | Gardien             |                    |        |          | Arrêt              |
| Denis Stinat         | France           | Défenseur           |                    |        |          | Fin de contrat     |
| Philippe Billy       | France           | Défenseur           |                    |        |          | Fin de contrat     |
| François Masson      | France           | Milieu              | Amiens SC          | France | Ligue 2  | Fin de contrat     |
| Alharbi El Jadeyaoui | France Maroc     | Milieu              | En Avant Guingamp  | France | Ligue 2  | Transfert          |
| Grégory Lorenzi      | France           | Défenseur           | SC Bastia          | France | Ligue 2  | Prêt               |
| Jérémy Pinvidic      | France           | Défenseur ou milieu | Stade Plabennecois | France | National | Rupture de contrat |
| Basile De Carvalho   | Sénégal Cap-Vert | Attaquant           | RC Strasbourg      | France | Ligue 2  | Rupture de contrat |

| Nom            | Nationalité    | Poste                   |
| André Guesdon  | France         | Entraîneur              |
| Juan Medina    | Espagne France | Entraîneur des gardiens |
| Gérald Baticle | France         | Manager sportif         |

### Arrivées
| Joueur            | Nationalité                | Poste          | Club                   | Pays     | Division   | ___                               |
| Simon Pontdemé    | France                     | Gardien        | Chamois niortais       | France   | CFA        | Transfert                         |
| Ousmane Coulibaly | France                     | Latéral droit  | En Avant Guingamp      | France   | Ligue 2    | Transfert                         |
| Omar Daf          | France Sénégal             | Latéral gauche | FC Sochaux             | France   | Ligue 1    | Transfert                         |
| Oscar Ewolo       | France République du Congo | Milieu         | FC Lorient             | France   | Ligue 1    | Transfert                         |
| Bruno Grougi      | France                     | Milieu         | Clermont Foot Auvergne | France   | Ligue 2    | Fin de contrat                    |
| Benoît Lesoimier  | France                     | Milieu         | ES Troyes AC           | France   | National   | Transfert 300 000 euros           |
| Nolan Roux        | France                     | Attaquant      | RC Lens                | France   | Ligue 1    | 70 000 euros et 50 % à la revente |
| Thomas Cotty      | France                     | Latéral droit  | Stade brestois 29      | France   | Ligue 2    | Contrat pro.                      |
| Romain Thomas     | France                     | Défenseur      | Pacy VEF               | France   | National   | Retour de prêt                    |
| Nestor Kodjia     | Bénin                      | Milieu         | Stade brestois 29      | France   | Ligue 2    | Contrat pro.                      |
| Fabien Laurenti   | France                     | Défenseur      | RC Lens                | France   | Ligue 1    | Prêt                              |
| Junior N'Tamé     | Cameroun                   | Défenseur      | Interblock Ljubljana   | Slovénie | Division 1 | Rupture de contrat                |

| Nom            | Nationalité | Poste                   |
| Alex Dupont    | France      | Entraîneur              |
| Julien Lachuer | France      | Entraîneur des gardiens |

## Effectif

### Gardiens
- 1 Steeve Elana né à Aubervilliers  France
- 30 Simon Pontdemé né à Niort  France
- ? Maxime Monnier né à Rennes  France

### Défenseurs
- 2 Yvan Bourgis né à Monistrol  France
- 3 Thomas Cotty né à Morlaix  France
- 7 Grégory Lorenzi né à Bastia  France (jusqu'en décembre 2009)
- 9 Théophile N'Tamé né à N'Doungue  Cameroun
- 14 Fabien Laurenti né à Marseille  France
- 18 Moïse Brou Apanga né à Abidjan  Gabon  Côte d'Ivoire
- 22 Cédric Fabien né à Cayenne  France
- 24 Ahmed Kantari né à Blois  France  Maroc
- 25 Omar Daf né à Dakar  Sénégal
- 27 Ousmane Coulibaly né à Paris  France
- 28 Romain Thomas né à Landerneau  France

### Milieux
- 5 Oscar Ewolo né à Brazzaville  République du Congo
- 6 Bruno Grougi né à Caen  France
- 17 Benoît Leroy né à Châteauroux  France
- 19 Benoît Lesoimier né à Saint-Lô  France
- 21 Brahim Ferradj né à Saint Etienne  France  Algérie
- 23 Yoann Bigné né à Rennes  France
- 29 David Bouard né à Quimper  France
- 34 Mathias Autret né à Morlaix  France
- ? Nestor Kodija né à ?  Bénin

### Attaquants
- 8 Eric Sitruk né à Bondy  France
- 13 Anthony Le Gall né à Morlaix  France
- 15 Richard Socrier né à Paris  France
- 20 Romain Poyet né à Le Coteau  France
- 26 Nolan Roux né à Compiègne  France
- ? Basile De Carvalho né au  Cap-Vert  Sénégal (jusqu'en décembre 2009)

### Personnel technique
| Fonction                       | Equipe                           |
| ------------------------------ | -------------------------------- |
| Directeur sportif              | Corentin Martins                 |
| Entraîneur                     | Alex Dupont                      |
| Assistant                      | Christophe Forest                |
| Entraîneur des gardiens        | Julien Lachuer                   |
| Préparateur physique           | Nicolas Locussol                 |
| Médecin                        | Michel Kergastel                 |
| Kinésithérapeutes              | Nicolas Didry et Gilles Baudouin |
| Intendant                      | Jean Le Guen                     |
| Entraîneur du Stade brestois B | Jean-Yves Kerjean                |

## Résultats

### Matchs amicaux
| Date     | Adversaire            | Division | Score             |
| 08/07/09 | FC Lorient            | Ligue 1  | 0-1 pour Lorient  |
| 11/07/09 | Girondins de Bordeaux | Ligue 1  | 1-1               |
| 14/07/09 | Stade rennais         | Ligue 1  | 3-2 pour Rennes   |
| 18/07/09 | EA Guingamp           | Ligue 2  | 3-1 pour Guingamp |
| 22/07/09 | Vannes OC             | Ligue 2  | 1-0 pour Brest    |
| 25/07/09 | UNFP                  | -        | 3-0 pour Brest    |
| 09/10/09 | FC Lorient            | Ligue 1  | 2-1 pour Brest    |

### Championnat
Le club termine le championnat de Ligue 2 en deuxième position, et accède ainsi à la Ligue 1 plus de vingt ans après avoir quitté l'élite. Le meilleur buteur de l'équipe en championnat est Nolan Roux avec 15 réalisations.

### Coupe de France
Brest réalise un parcours honorable en Coupe de France, en atteignant les huitièmes de finale (défaite face au RC Lens), après avoir éliminé créé la surprise au tour précédent en allant gagner à l'extérieur à Toulouse, équipe de Ligue 1.

### Coupe de la Ligue
Le Stade brestois quitte la Coupe de la Ligue dès le premier tour à la suite d'une défaite à Dijon.